# Pierrot Schiepers
Pierrot Schiepers (12 februari 1960) is een Belgisch voormalig voetballer die speelde als verdediger.

## Carrière
Schiepers speelde voor KSK Tongeren, Sporting Lokeren en KRC Genk.